# مقرین
مقرین (به عربی: مقرین) یک منطقهٔ مسکونی در تونس است که در استان بن عروس واقع شده‌است. مقرین ۲۶٬۷۲۰ نفر جمعیت دارد.